# Mołożów
Mołożów – wieś w Polsce położona w województwie lubelskim, w powiecie hrubieszowskim, w gminie Mircze. 
W latach 1954–1961 wieś należała i była siedzibą władz gromady Mołożów, po jej zniesieniu w gromadzie Stara Wieś. W latach 1975–1998 miejscowość administracyjnie należała do województwa zamojskiego. 
Wieś jest sołectwem w gminie Mircze. Według Narodowego Spisu Powszechnego (III 2011 r.) liczyła 223 mieszkańców i była dwunastą co do wielkości miejscowością gminy.
Wierni Kościoła rzymskokatolickiego należą do parafii Wniebowzięcia Najświętszej Maryi Panny w Nabrożu-Kolonii.

## Powstanie Styczniowe
W czasie Powstania Styczniowego pod wsią rozegrała się, 19 maja 1863, bitwa zgrupowania powstańczego pod dowództwem Jana Żalplachty Zapałowicza z trzema kolumnami wojsk rosyjskich. W trakcie bitwy żołnierze rosyjscy (kozacy) dokonali w miejscowości zbrodnię na rannych powstańcach z oddziału, którzy umieszczeni byli w szpitalu powstańczym w folwarku Mołożów. Zamordowano wówczas także mieszkańców cywilnych tej wsi. Z rąk Rosjan zginęli:
- Powstańcy:
  - Chmielewski – z Sambora.
  - Leszek Hubel – z Sambora.
  - Emeryk Linde – z oddziału Leszka Wiśniewskiego.
  - Dr Juwenal Niewiadomski – lat 25, doktor medycyny.
  - Władysław Semkowicz – lat 19, gimnazjalista z Sambora.
  - Teofil Turkawski – uczeń gimnazjum w Samborze.
  - Piotr Uszyński.
- Mieszkańcy Mołożowa – cywilne ofiary mordu dokonanego przez żołnierzy rosyjskich:
  - Kołomiński – urlopowany podoficer gwardii rosyjskiej, ekonom ze wsi Tuczapy.
  - Morawski – gorzelniany ze wsi Tuczapy.
  - Kwiatkowski – dzierżawca majątku w Mołożowie.
  - Karol Tuszyński – właściciel Tuczap, świadek mordów dokonywanych przez żołnierzy rosyjskich, w wyniku przeżyć zmarł „tchnięty apopleksją”

Dopiero w wolnej Polsce wszyscy polegli w bitwie zostali uhonorowani pomnikiem, który stanął w Mołożowie-Kolonii.